# Gu Hongzhong
Dans ce nom, le nom de famille, Gu, précède le nom personnel Hongzhong.
Gu Hongzhong (chinois : 顾闳中 ; pinyin : Gù Hóngzhōng) (937–975) est un peintre chinois de la Période des Cinq Dynasties et des Dix Royaumes.
On sait peu de chose de la vie de Gu Hongzhong. Il est probablement un peintre de la cour de l'empereur Li Houzhu. Gu a réalisé ses œuvres entre 943 et 960. Son travail le plus connu est Festivités nocturnes de Han Xizai. Si l'original de l'œuvre a disparu, une copie datant de la dynastie Song du XIIe siècle est conservée dans le Musée du palais de la Cité interdite à Pékin.